# Paranitocris luci
Paranitocris luci là một loài bọ cánh cứng trong họ Cerambycidae.